# Elżbieta Zawadowska-Kittel
Elżbieta Zawadowska-Kittel (ur. 15 października 1953 w Warszawie) – polska scenarzystka filmowa, tłumaczka z języka angielskiego i wspólnie z Janem Kraśko autorka kilku powieści kryminalnych.

## Życiorys
W 1976 ukończyła anglistykę na Uniwersytecie Warszawskim (UW), po czym podjęła pracę w liceum ogólnokształcącym, a następnie jako lektor języka angielskiego Międzywydziałowego Ośrodka Nauczania Języków Obcych UW.
W 1984 ukończyła studia podyplomowe w Instytucie Lingwistyki Stosowanej UW w zakresie metodyki nauczania języka angielskiego. w 1989 ukończyła Wyższe Studium Scenariuszowe w Państwowej Wyższej Szkole Filmowej, Telewizyjnej i Teatralnej w Łodzi pod kierunkiem Bolesława Michałka i Andrzeja Trzosa-Rastawieckiego.
Od 2002 pracuje w Lingwistycznej Szkole Wyższej w Warszawie, jest doktorem nauk humanistycznych w zakresie językoznawstwa, w latach 2008–2013 pełniła stanowisko Dziekana Wydziału Lingwistyki. W październiku 2013 została powołana na stanowisko Rektora uczelni. Jest ekspertem OKE ds. egzaminu maturalnego, a także rzeczoznawcą MEN ds. podręczników. Specjalizuje się w metodyce nauczania, główny obszar jej zainteresowań naukowych stanowią problemy testowania i oceniania.

## Twórczość
Wspólnie z Janem Kraśko opublikowała pod pseudonimem Jonathan Trench kilka powieści kryminalnych:
- Czeka na mnie Tina (1982)
- Wieczór przy Oak Lane (1984)
- Pięć butelek sherry i bukiet róż (1985)
- Geniusz z Kimberley (1985)
- Kasyno (1988)

Wraz z Wojciechem Wójcikiem napisała scenariusz filmu Trójkąt bermudzki na podstawie powieści Wieczór przy Oak Lane.
Jest autorką ponad 70 przekładów beletrystyki i literatury faktu, 
- James Ellroy, Czarna Dahlia (wyd. Alfa Vero),
- Edna Buchanan, Nikt nie żyje wiecznie (wyd. Amber),
- Anita Shreve, Pasje tajemne (wyd. Da Capo),
- Judith Lennox, Duchy przeszłości (wyd. Prószyński),
- Lind Howard, Mr Perfect (wyd. Świat Książki),
- Encyklopedia drzew i krzewów (wyd. Bellona).

Opublikowała również książki do nauczania języka angielskiego:
- Nowa matura język angielski – część pisemna i ustna
- Gramatyka angielska w zadaniach testowych – część I i II